# Köyryssaari
Köyryssaari är en smal ö och sandås i Finland. Den ligger i sjön Kankarisvesi och i kommunen Jämsä i den ekonomiska regionen  Jämsä  och landskapet Mellersta Finland, i den södra delen av landet, 200 km norr om huvudstaden Helsingfors. Öns area är 2,9 hektar och dess största längd är 0,8 kilometer i nord-sydlig riktning.